# Dragan Paunović
Dragan Paunović (8 de novembre de 1961 - 17 de maig de 2016), fou un jugador d'escacs serbi, que tenia el títol de Gran Mestre des de 2007. Els darrers anys vivia a la Corunya (Espanya).
A la llista d'Elo de la FIDE del maig de 2016, hi tenia un Elo de 2439 punts, cosa que en feia el jugador número 39 (en actiu) de Sèrbia. El seu màxim Elo va ser de 2559 punts, a la llista de setembre de 2010 (posició 415 al rànquing mundial).

## Resultats destacats en competició
El novembre de 2011 fou campió de l'Obert internacional de Valladolid de partides ràpides amb 7 punts de 8, després de la victòria contra Boris Zlotnik a la darrera ronda.
El maig de 2015 a Coimbra (Portugal) guanyà l'Obert internacional "Queima das Fitas" destacat amb 6½ punts de 7.
El 17 de maig de 2016, dos dies després d'haver participat en l'Obert Internacional de Llucmajor, on feu 6 punts de 9 i quedà en el lloc 19è de 177 participants, patí un Infart miocardíac.